# Album vàng 2007
Album vàng 2007 là mùa đầu tiên của chương trình giải thưởng âm nhạc Album vàng do Cát Tiên Sa và Đài Truyền hình Thành phố Hồ Chí Minh phối hợp sản xuất với. Tập đầu được phát sóng vào ngày 11 tháng 12 năm 2006 và kết thúc với lễ trao giải vào ngày 12 tháng 11 năm 2007. Mùa đầu tiên có 50 albums tham gia đề cử.
Chương trình được phát sóng trực tiếp trên kênh HTV7 của Đài Truyền hình Thành phố Hồ Chí Minh vào ngày thứ hai của tuần thứ hai hằng tháng, và phát sóng đồng thời trên bảy đài truyền hình địa phương bao gồm Hải Phòng, Quảng Ninh, Hà Tây, Huế, Đà Nẵng, Khánh Hòa và Cần Thơ.

## Tổ chức

### Giải thưởng
Hằng tháng, Ban Tổ chức sẽ chọn ra 10 album để giới thiệu tới khán giả theo tiêu chí album có lượng tiêu thụ lớn mới phát hành và số album được giới thiệu cũng tùy vào số lượng album mà các nghệ sĩ gửi đến. Sau khi có kết quả bình chọn từ khán giá, ban tổ chức và Hội đồng nghệ thuật tiếp tục chọn ra 5 albums cho liveshow của tháng. Có hai giải thưởng trong mỗi tháng gồm: Album nghệ thuật xuất sắc do Hội đồng nghệ thuật bình chọn và Album được yêu thích nhất do khán giả bình chọn. Những albums giành được một trong hai giải này sẽ đủ điều kiện tham gia Album vàng của năm. Giá trị các giải thưởng:
- Album Nghệ Thuật xuất sắc: 10.000.000đ
- Album được yêu thích nhất: 10.000.000đ
- Album Vàng của năm: 50.000.000đ
- Giải thưởng dành cho khán giả tham gia bình chọn

### Nội dung liveshow
Trong liveshow, các ca sĩ có album đề cử sẽ biểu diễn 2 đến 3 ca khúc đặc sắc của album, Hội đồng Nghệ thuật đưa ra ý kiến bình luận, trao đổi với ca sĩ để định hướng gu âm nhạc cho khán giả. Hội đồng nghệ thuật gồm 19 thành viên là các nhạc sĩ, ca sĩ, nhà báo âm nhạc, mỗi album giành giải của tháng sẽ nhận giải thưởng hiện vật trị giá 10 triệu đồng. Tổng đài 8313 hoặc qua Hộp thư thoại 19001742.

### Tổng kết
Album vàng 2007 có 19 album đạt giải trong 11 liveshow, các album này sẽ được bình chọn cho kết quả chung cuộc của năm. Nhà tài trợ chính là hãng điện thoại Nokia, nhãn hàng dầu gội Clear sau đó được thay thế bởi nhà tài trợ Unilever với các thương hiệu con luân phiên theo tháng: Sunsilk, Dove, Rohto, Viso và Ponds.

## Các liveshow
Trong tháng đầu tiên, ban đầu có 10 album được vào liveshow đề cử nhưng sau đó được rút gọn và một số được chuyển sang đề cử vào tháng tiếp theo:
| Album                 | Ca sĩ          | Hãng phát hành    |
| --------------------- | -------------- | ----------------- |
| Mặt trời bên kia      | Kasim Hoàng Vũ | Viết Tân Studio   |
| Thềm nhà có hoa       | Hải Yến        | Hãng phim Á Châu  |
| Thiên đàng            | Thu Minh       | Viết Tân Studio   |
| Nếu                   | Mỹ Dung        | Viết Tân Studio   |
| Mùa thu tình yêu      | Hoàng Hải      | Phương Nam Phim   |
| Người đàn ông trở lại | Vang Quốc Hải  | Viết Tân Studio   |
| Tìm lại lời thề       | Phương Thanh   | Chanh Productions |
| Thủy Tiên Vol 2       | Thủy Tiên      | Viết Tân Studio   |
| Đôi giày vải          | Lam Trường     | Viết Tân Studio   |
| Kim vol 1             | Kim            | Viết Tân Studio   |

### Tháng 12-2006

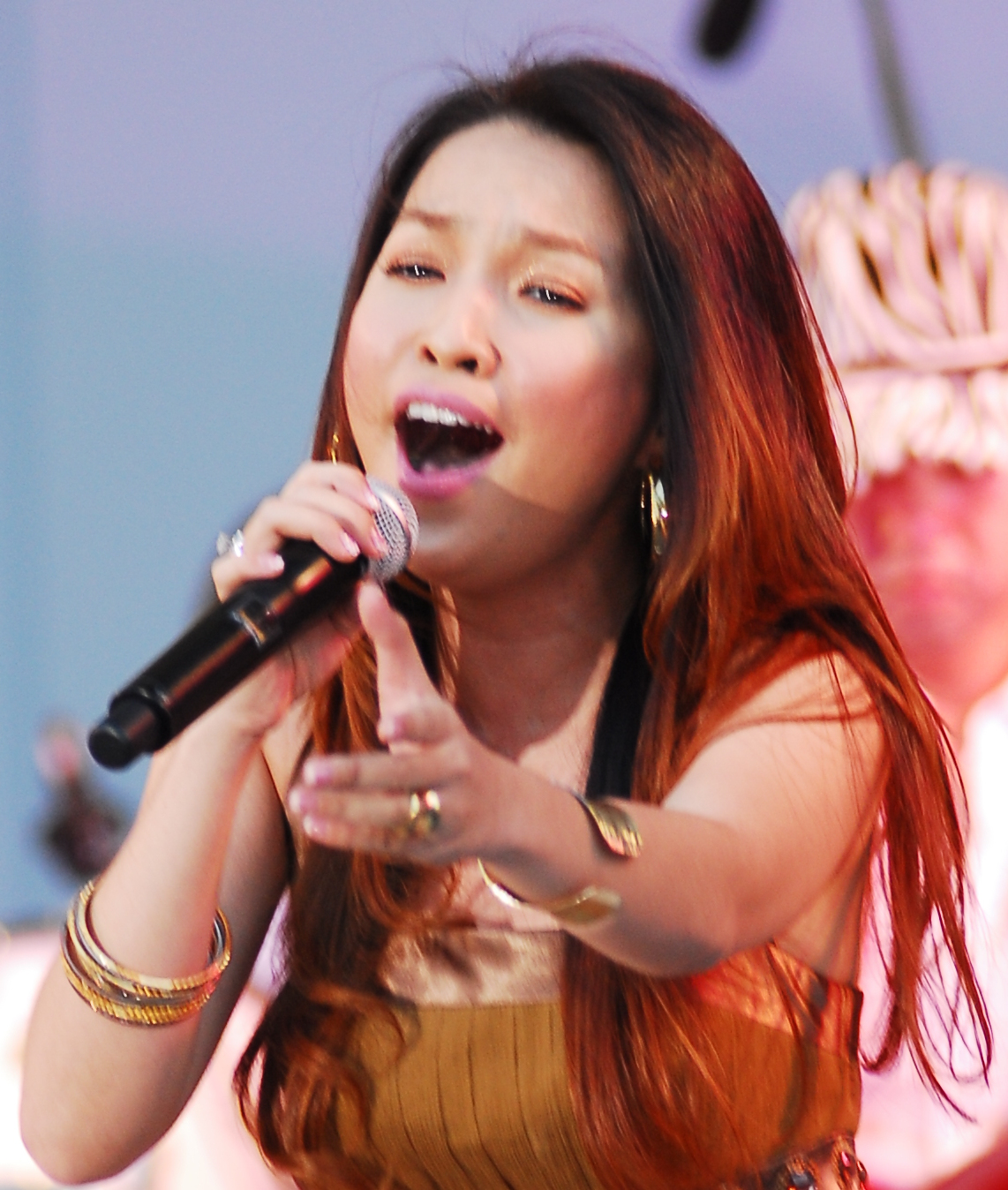
Hiền Thục

Liveshow đầu tiên của Album vàng 2007 được tổ chức vào tối ngày 11 tháng 12 năm 2006. 
| Mã số (STT) | Album                  | Ca sĩ          | Hãng phát hành          | Chú thích   |
| ----------- | ---------------------- | -------------- | ----------------------- | ----------- |
| 1           | Mộc                    | Hiền Thục      | Gia Bảo Production      | [ 3 ] [ 6 ] |
| 2           | Đêm Giáng sinh an lành | Xuân Phú       | Sài Gòn Vafaco          | [ 3 ] [ 6 ] |
| 3           | Một ngày Khôi          | Mai Khôi       | Viết Tân Studio         | [ 3 ] [ 6 ] |
| 4           | Như Ý vol 1            | Như Ý          | Bến Thành Audio & Video | [ 3 ] [ 6 ] |
| 5           | Tôi là sinh viên       | Hồ Quỳnh Hương | Phương Nam Phim         | [ 3 ] [ 6 ] |

Một số ca khúc được biểu diễn: "Mùa chim én bay" của Hiền Thục, "Có nhau trọn đời" của Hồ Quỳnh Hương, "Người đàn ông trở lại" của Vang Quốc Hải.

### Tháng 1-2007

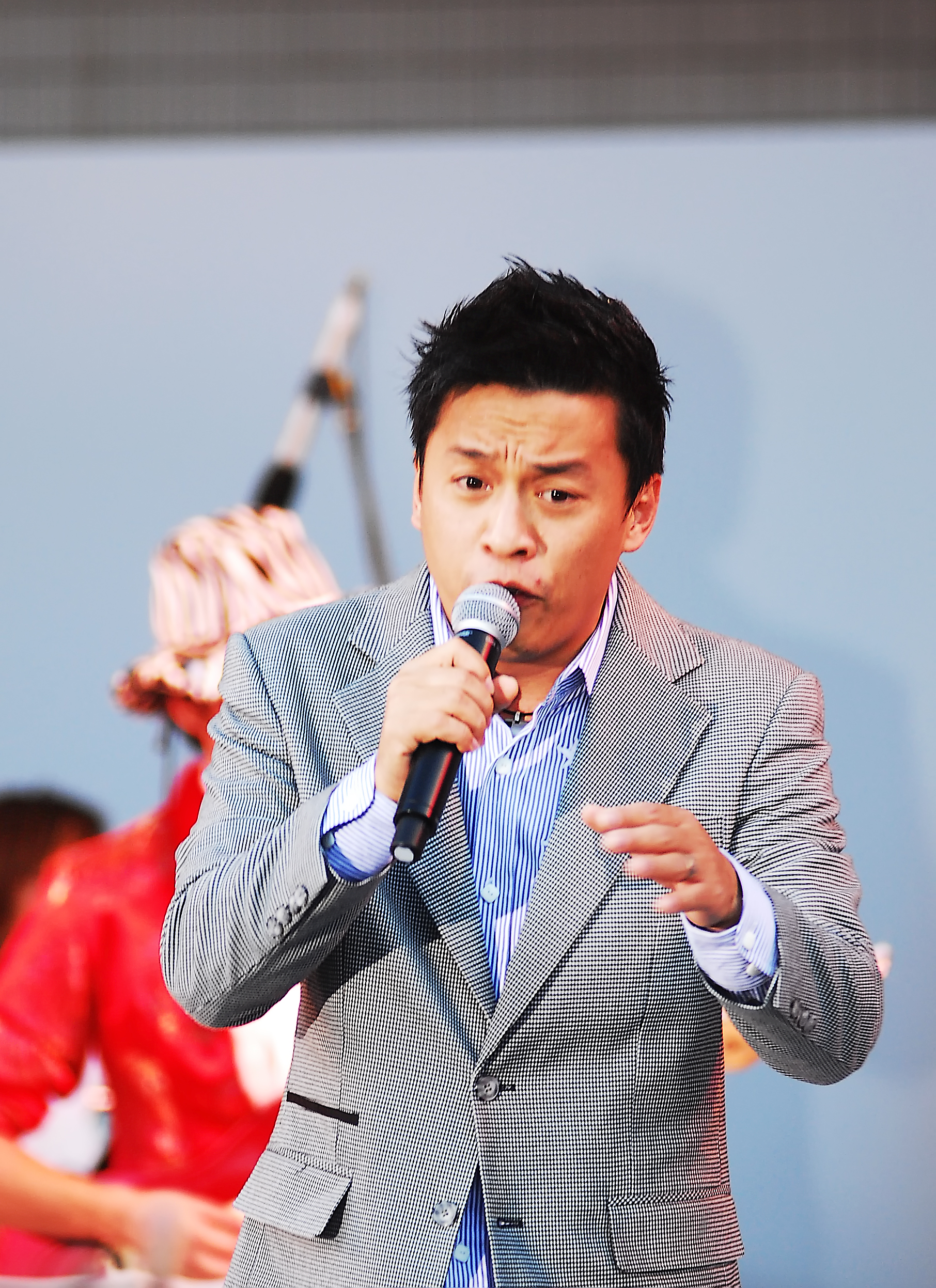
Lam Trường

Trong liveshow thứ hai có đề cử của Kim, cô ca sĩ với phong cách Hip-hop, hai ca sĩ Hoàng Hải và Lam Trường với dòng nhạc pop-ballad, Thu Minh với dance, và Kasim Hoàng Vũ với rock.
| Mã số (STT) | Album            | Ca sĩ          | Hãng phát hành  | Chú thích     |
| ----------- | ---------------- | -------------- | --------------- | ------------- |
| 6           | Mùa thu tình yêu | Hoàng Hải      | Phương Nam Phim | [ 14 ] [ 16 ] |
| 7           | Thiên đàng       | Thu Minh       | Viết Tân Studio | [ 14 ] [ 16 ] |
| 8           | Mặt trời bên kia | Kasim Hoàng Vũ | Viết Tân Studio | [ 14 ] [ 16 ] |
| 9           | Kim vol 1        | Kim            | Viết Tân Studio | [ 14 ] [ 16 ] |
| 10          | Đôi giày vải     | Lam Trường     | Viết Tân Studio | [ 14 ] [ 16 ] |

Một số ca khúc được biểu diễn: "Hương thơm diệu kì", "Ngày của tôi", "Dế welcome" của Thu Minh

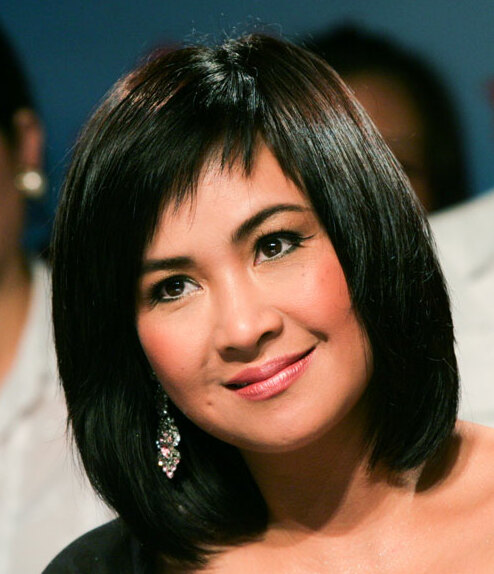
Thanh Lam

### Tháng 2-2007
| Mã số (STT) | Album                 | Ca sĩ           | Hãng phát hành  | Chú thích   |
| ----------- | --------------------- | --------------- | --------------- | ----------- |
| 11          | Cải Bắp               | Lưu Hương Giang | Viết Tân Studio | Vol.2       |
| 12          | Đêm nay có mưa rơi    | AC&M            | Viết Tân Studio |             |
| 13          | Lời yêu còn mãi       | Lệ Quyên        | Viết Tân Studio | Vol.2       |
| 14          | Giọt... Lam           | Thanh Lam       | Viết Tân Studio | Vol.1 (CD1) |
| 15          | Rock show “Thời gian” | MTV             |                 |             |

### Tháng 3-2007

Hà Anh Tuấn

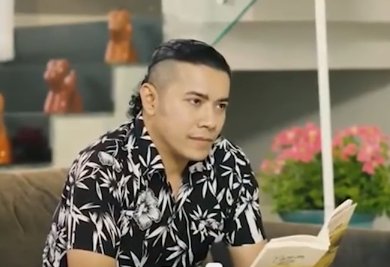
Kasim Hoàng Vũ

| Mã số (STT) | Album                    | Ca sĩ                      | Hãng phát hành   | Chú thích     |
| ----------- | ------------------------ | -------------------------- | ---------------- | ------------- |
| 16          | Nếu                      | Mỹ Dung                    | Viết Tân Studio  | [ 19 ] [ 20 ] |
| 17          | Đúng rồi, Chớ hỏi vì sao | Nguyên Vũ                  | Sài Gòn Vafaco   | [ 19 ] [ 20 ] |
| 18          | Thềm nhà có hoa          | Hải Yến                    | Hãng phim Á Châu | [ 19 ] [ 20 ] |
| 19          | Lời nói dối chân thật    | Thái Thùy Linh             |                  | [ 19 ] [ 20 ] |
| 20          | Ngày hát đôi             | Hà Anh Tuấn và Phương Linh | Phương Nam Film  | [ 19 ] [ 20 ] |

### Tháng 4-2007
Liveshow thứ năm được tổ chức ngày 9 tháng 4 năm 2007.
| Mã số (STT) | Album               | Ca sĩ          | Hãng phát hành | Chú thích |
| ----------- | ------------------- | -------------- | -------------- | --------- |
| 21          | Về đây em           | Lê Hiếu        |                | [ 22 ]    |
| 22          | Một nửa đời em      | Thy Dung       |                | [ 22 ]    |
| 23          | Bức thư tình thứ ba | Tấn Minh       |                | [ 22 ]    |
| 24          | Muốn nói với anh    | Hồ Ngọc Hà     | Music Face     | [ 22 ]    |
| 25          | Vì sao              | Kasim Hoàng Vũ | Times Records  | [ 22 ]    |

### Tháng 5-2007
Liveshow thứ sáu được tổ chức vào tối ngày 14 tháng 5 năm 2007 tại Nhà hát Hòa Bình, Thành phố Hồ Chí Minh.

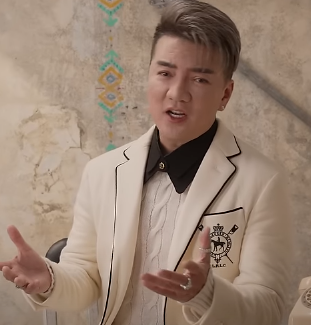
Đàm Vĩnh Hưng

Với Lạc mất em, album phòng thu thứ 10 trong sự nghiệp, Đàm Vĩnh Hưng là ca sĩ đầu tiên giành trọn hai giải của liveshow lần này.
| Mã số (STT) | Album            | Ca sĩ         | Hãng phát hành | Chú thích |
| ----------- | ---------------- | ------------- | -------------- | --------- |
| 26          | Thùy Lâm 18      | Thùy Lâm      |                | [ 23 ]    |
| 27          | Nhắm mắt         | Song Huy      |                | [ 23 ]    |
| 28          | Tình yêu con gái | Thùy Trang    |                | [ 23 ]    |
| 29          | Lạc mất em       | Đàm Vĩnh Hưng | Giọng Hát Việt | [ 23 ]    |
| 30          | Đồng Dao         | Mắt Ngọc      |                | [ 23 ]    |

Ca sĩ khách mời Hồ Quỳnh Hương tham gia biểu diễn ca khúc "Vô tình".

### Tháng 6-2007

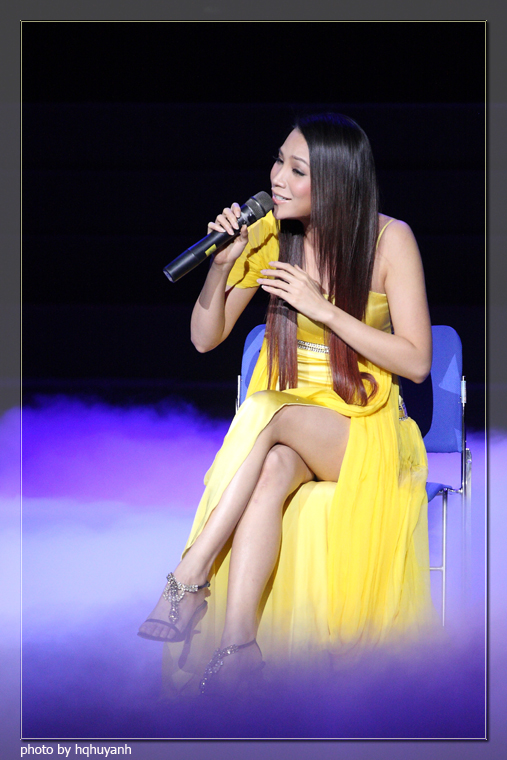
Hồ Quỳnh Hương

Liveshow thứ bảy tổ chứ tối 11 tháng 6 năm 2007, tại Nhà hát Hòa Bình, Thành phố Hồ Chí Minh. ghi nhận ca sĩ Phương Uyên với album solo đầu tay giành được giải Album nghệ thuật xuất sắc của Hội đồng nghệ thuật và Hồ Quỳnh Hương lần thứ hai giành Giải Album được yêu thích nhất do khán giả bình chọn.
| Mã số (STT) | Album         | Ca sĩ           | Hãng phát hành          | Chú thích    |
| ----------- | ------------- | --------------- | ----------------------- | ------------ |
| 31          | Ngày bình yên | Nguyễn Phi Hùng |                         | [ 27 ] [ 8 ] |
| 32          | Gia đình tôi  | Phương Uyên     | Music Face              | [ 27 ] [ 8 ] |
| 33          | Anh sẽ về     | Kỳ Phương       |                         | [ 27 ] [ 8 ] |
| 34          | Non stop      | Hồ Quỳnh Hương  | Bến Thành Audio & Video | [ 27 ] [ 8 ] |
| 35          | Anh ru em ngủ | Quang Vinh      |                         | [ 27 ] [ 8 ] |

Một số ca khúc được biểu diễn: Quang Vinh với "Tuyết chưa tan", "Vẽ trái tim", "Khúc hát chim trời"; Phương Uyên với "Hoang dại", "Cô đơn mình em", "Con cầu xin"; Kỳ Phương với "Khi em ra đi", "Anh sẽ về"; Hồ Quỳnh Hương với "Honey", "Hoang mang", "Hối hận muộn màng"; Nguyễn Phi Hùng với "Nỗi lòng xa xứ" và "Trái tim Việt Nam".
Trong liveshow này có thêm một mục có tên Câu chuyện những album, qua đó giới thiệu các album đã phát hành của các ca sĩ tham gia đề cử. Nhân vật đầu tiên của chuyên mục này là ca sĩ khách mời Thanh Thảo với album Búp bê biết yêu.

### Tháng 7-2007
Liveshow thứ tám được tổ chức tối ngày 9 tháng 7 năm 2007 tại Nhà hát Hòa Bình là lần đầu tiên có hai album cùng giành được một giải đó là Hòa âm của ánh sáng của Hồ Bích Ngọc và Mặt trời trong Siu của Siu Black với Giải Album xuất sắc do Hội đồng nghệ thuật bình chọn.
| Mã số (STT) | Album               | Ca sĩ        | Hãng phát hành  | Chú thích     |
| ----------- | ------------------- | ------------ | --------------- | ------------- |
| 36          | Không thể quên      | Cao Thái Sơn |                 | [ 30 ] [ 31 ] |
| 37          | Mặt trời trong Siu  | Siu Black    | Sáng tạo Việt   | [ 30 ] [ 31 ] |
| 38          | Thao thức           | Xuân Phú     |                 | [ 30 ] [ 31 ] |
| 39          | Hòa âm của ánh sáng | Hồ Bích Ngọc | Viết Tân Studio | [ 30 ] [ 31 ] |
| 40          | Chuyện hôm qua      | Lam Trường   | Viết Tân Studio | [ 30 ] [ 31 ] |

Khách mời của chương trình: Đỗ Bảo, Kỳ Phương Uyên. Chuyên mục Câu chuyện những album với sự tham gia của Hồng Nhung và Quang Dũng cùng câu chuyện xung quanh album chung mà họ sắp ra mắt Vì ta cần nhau.

### Tháng 8-2007
Liveshow thứ chín được tổ chức vào tối ngày 13 tháng 8 năm 2007 tại Thành phố Hồ Chí Minh. Với album Búp bê con trai, ca sĩ Thanh Thảo trở thành người thứ hai giành trọn 2 giải thưởng của liveshow tháng.
| Mã số (STT) | Album               | Ca sĩ           | Hãng phát hành          | Chú thích     |
| ----------- | ------------------- | --------------- | ----------------------- | ------------- |
| 43          | Giấc mơ tuyết trắng | Thủy Tiên       | Viết Tân Studio         | [ 32 ] [ 11 ] |
| 41          | Nụ cười nắng mai    | Tóc Tiên        | Viết Tân Studio         | [ 32 ] [ 11 ] |
| 42          | Sau hai năm         | Ưng Đại Vệ      | Chánh Nam               | [ 32 ] [ 11 ] |
| 44          | Chuyện tình yêu     | Phạm Thanh Thảo |                         | [ 11 ] [ 34 ] |
| 45          | Búp bê con trai     | Thanh Thảo      | Bến Thành Audio & Video | [ 32 ] [ 11 ] |

Các album bị loại của tháng 8: Giao thông của MrDee, Nhy vol 4 của Lê Uyên Nhy, Còn mãi một tình yêu của Nguyên Lộc - Khánh Dung, Đừng là giấc mơ của Hoàng Hải Đăng, Tình ca Phạm Duy của Đức Tuấn.

### Tháng 9-2007
Liveshow thứ mười được tổ chức vào tối ngày 10 tháng 9 năm 2007 tại Sân khấu Lan Anh, Thành phố Hồ Chí Minh. Trước khi liveshow được tổ chức ca sĩ Hiền Thục đã định không tham gia vì album Diamond của cô mới chỉ phát hành được tại miền bắc. Album đầu tay PAK vol.1 của Phạm Anh Khoa giành được giải do Khán giả bình chọn.
| Mã số (STT) | Album             | Ca sĩ                                     | Hãng phát hành          | Chú thích     |
| ----------- | ----------------- | ----------------------------------------- | ----------------------- | ------------- |
| 46          | Lời nói muộn màng | Mây Trắng (Thu Ngọc, Ngọc Châu, Hải Băng) | Bến Thành Audio & Video | [ 38 ] [ 39 ] |
| 47          | Diamond           | Hiền Thục                                 |                         | [ 38 ] [ 39 ] |
| 48          | Điều ước          | Nguyễn Hoàng Nam                          |                         | [ 38 ] [ 39 ] |
| 49          | Nửa vầng trăng    | Song Giang                                |                         | [ 38 ] [ 39 ] |
| 50          | PAK vol.1         | Phạm Anh Khoa                             | Music Faces             | [ 38 ] [ 39 ] |

Khách mời: Phương Anh (thành viên nhóm Mặt Trời Đỏ). Chuyên mục Câu chuyện những album với ca sĩ Duy Quang.
Một số ca khúc được biểu diễn: "Trái tim bình yên", "Nửa vầng trăng", "Đừng làm em đau đớn" của Song Giang; "Lý quạ kêu", "Ngựa ô thương nhớ" của  Phạm Anh Khoa; "Ngày xưa Hoàng Thị", "Phôi pha", "Đào hoa", "Vết tình xưa" của Nguyễn Hoàng Nam.

## Đánh giá
Tiêu chí ban đầu của Album vàng là số lượng tiêu thụ của các album, nhưng con số thực tế trên thị trường âm nhạc Việt Nam khó có thể ghi nhận, dù có ghi nhận được như album Lạc mất em của Đàm Vĩnh Hưng thì chính hội đồng của Album vàng lại quên đặt ra tiêu chí cụ thể về số lượng. Ban tổ chức cũng chưa lần nào nhắc đề cập đến lượng tiêu thụ của các album tham gia. Mặt khác, những album có số lượng tiêu thụ cao hầu như thuộc về các ca sĩ ngôi sao, đã có danh tiếng và lượng người hậm mộ lớn, còn những ca sĩ kém nổi tiếng sẽ được Hội đồng xét duyệt nhưng khó có thể đáp ứng tiêu chí về doanh số. Các ca sĩ ngôi sao ở VIệt Nam cũng phát hành album ồ ạt theo mùa dẫn đến chất lượng và số lượng album các tháng không đồng đều, váo thời điểm tháng có ít album được phát hành thì album giành giải trong tháng chưa chắc đã thực sự xuất sắc. Khi thiếu album để đề cử, Ban Tổ chức đành chọn những album tương đối cũ, thậm chí là những album vừa ra mắt còn chưa phổ biến với người nghe.
Các tiêu chí còn lại là chất lượng âm thanh, nội dung, giọng hát và thiết kế bìa album. Nhạc sĩ Đắc Tâm khẳng định các album nhạc tại Việt Nam lúc này không đạt chất lượng âm thanh vì họ điều chỉnh cân bằng khiến âm thanh bị cắt đều ở một tần số, không thể hiện hết được chất âm. Một số nhạc sĩ thuộc Hội đồng nghệ thuật không có kinh nghiệm nhận diện các album với giọng hát đã qua chỉnh sửa khiến kết quả khó có thể chính xác. Hội đồng giám khảo báo chí cũng bộc lộ sự thiếu hiểu biết về âm nhạc và lạc đề trong lời nhận xét về các ca sĩ và album đề cử.

## Kết quả

### Các liveshow tháng
Thành phần Hội đồng Ban Giám khảo gồm các nhạc sĩ hòa âm như Võ Thiện Thanh, Đỗ Bảo, và các nhạc sĩ sáng tác như Tường Văn, Tôn Thất Lập,... Hằng tháng sẽ có 5 album được đề cử và tham dự liveshow và được đưa lên trang web của chương trình trong 10 ngày để khán giả bình chọn. Cách gọi ban đầu Giải Hội đồng nghệ thuật bình chọn hay Album nghệ thuật xuất sắc và Giải Khán giả bình chọn hay Album được yêu thích nhất.
| Tháng         | Hạng mục                 | Album                     | Ca sĩ                              | Phát Hành          | Chú thích     |
| ------------- | ------------------------ | ------------------------- | ---------------------------------- | ------------------ | ------------- |
| Tháng 12/2006 | Nghệ Thuật xuất sắc nhất | Mộc                       | Hiền Thục                          | Gia Bảo Production | [ 10 ]        |
| Tháng 12/2006 | Album được yêu thích     | Tôi là sinh viên          | Hồ Quỳnh Hương                     | Phương Nam Film    | [ 10 ]        |
| 2007          |                          |                           |                                    |                    |               |
| Tháng 1       | Nghệ Thuật xuất sắc nhất | Thiên đàng                | Thu Minh                           | Viết Tân Studio    | [ 14 ]        |
| Tháng 1       | Album được yêu thích     | Đôi giày vải              | Lam Trường                         | Viết Tân Studio    | [ 14 ]        |
| Tháng 2       | Nghệ Thuật xuất sắc nhất | Giọt... Lam               | Thanh Lam                          | Viết Tân Studio    |               |
| Tháng 2       | Album được yêu thích     |                           |                                    |                    |               |
| Tháng 3       | Nghệ Thuật xuất sắc nhất | Ngày hát đôi              | Phương Linh (hợp tác: Hà Anh Tuấn) | Phương Nam Film    | [ 19 ]        |
| Tháng 3       | Album được yêu thích     | Đúng rồi - Chớ hỏi vì sao | Nguyên Vũ                          | SAIGON VAFACO      | [ 42 ]        |
| Tháng 4       |                          | Muốn nói với anh          | Hồ Ngọc Hà                         | Music Face         | [ 22 ]        |
| Tháng 4       |                          | Vì sao                    | Kasim Hoàng Vũ                     | Times Records      | [ 22 ]        |
| Tháng 5       | Nghệ Thuật xuất sắc nhất | Lạc mất em                | Đàm Vĩnh Hưng                      | Giọng Hát Việt     | [ 24 ]        |
| Tháng 5       | Album được yêu thích     | Lạc mất em                | Đàm Vĩnh Hưng                      | Giọng Hát Việt     | [ 24 ]        |
| Tháng 6       | Nghệ Thuật xuất sắc nhất | Gia đình tôi của          | Phương Uyên                        | Music Face         | [ 27 ]        |
| Tháng 6       | Album được yêu thích     | Non stop                  | Hồ Quỳnh Hương                     | Bến Thành AV       | [ 27 ]        |
| Tháng 7       | Nghệ Thuật xuất sắc nhất | Mặt trời trong Siu        | Siu Black                          | Sáng tạo Việt      | [ 30 ] [ 29 ] |
| Tháng 7       | Nghệ Thuật xuất sắc nhất | Hòa âm của ánh sáng       | Hồ Bích Ngọc                       | Viết Tân Studio    | [ 30 ] [ 29 ] |
| Tháng 7       | Album được yêu thích     | Chuyện hôm qua            | Lam Trường                         | Viết Tân Studio    | [ 30 ] [ 29 ] |
| Tháng 8       | Nghệ Thuật xuất sắc nhất | Búp bê con trai           | Thanh Thảo                         | Bến Thành AV       | [ 25 ]        |
| Tháng 8       | Album được yêu thích     | Búp bê con trai           | Thanh Thảo                         |                    | [ 25 ]        |
| Tháng 9       | Nghệ Thuật xuất sắc nhất | Lời nói muộn màng         | Mây Trắng                          | Bến Thành AV       | [ 36 ]        |
| Tháng 9       | Album được yêu thích     | PAK vol.1                 | Phạm Anh Khoa                      | Music Faces        | [ 36 ]        |

### Trao giải
Trong số 19 album giành giải ở các tháng có đến 16 album đạt giải thưởng của năm. Các album chỉ giành giải của tháng không đạt giải gồm: Tôi là sinh viên của Hồ Quỳnh Hương, Lời yêu còn mãi của Lệ Quyên và Mặt trời trong Siu của Siu Black. Lễ trao giải được tổ chức vào ngày 12 tháng 11 năm 2007. Trước khi diễn ra liveshow tháng cuối cùng này, vào tối ngày 8 tháng 10 năm 2007 chương trình giao lưu và biểu diễn “Album vàng - Nhìn lại chặng đường 1 năm” đã được tổ chức và truyền hình trực tiếp trên kênh HTV7.
| Hạng mục                           | Album                         | Ca sĩ                         | Chú thích                     |
| Hội đồng nghệ thuật bình chọn      | Hội đồng nghệ thuật bình chọn | Hội đồng nghệ thuật bình chọn | Hội đồng nghệ thuật bình chọn |
| ---------------------------------- | ----------------------------- | ----------------------------- | ----------------------------- |
| Nghệ Thuật xuất sắc nhất           | Muốn nói với anh              | Hồ Ngọc Hà                    |                               |
| Nghệ Thuật xuất sắc nhất           | Mộc                           | Hiền Thục                     |                               |
| Ca sĩ biểu diễn album thành công   | Giọt... Lam                   | Thanh Lam                     |                               |
| Khán giả bình chọn                 |                               |                               |                               |
| Album được yêu thích               | Non stop                      | Hồ Quỳnh Hương                |                               |
| Album được yêu thích               | Đôi giày vải                  | Lam Trường                    |                               |
| Ca sĩ biểu diễn album thành công   | Đúng rồi! Chớ hỏi vì sao      | Nguyên Vũ                     |                               |
| Hạng mục khác                      |                               |                               |                               |
| Album đặc biệt                     | Lạc mất em                    | Đàm Vĩnh Hưng                 |                               |
| Album đặc biệt                     | Búp bê con trai               | Thanh Thảo                    |                               |
| Ca sĩ trẻ có album tốt             | Ngày hát đôi                  | Hà Anh Tuấn, Phương Linh      |                               |
| Ca sĩ trẻ có album tốt             | Hòa âm của ánh sáng           | Hồ Bích Ngọc                  |                               |
| Album hòa âm tốt nhất              | Thiên đàng                    | Thu Minh                      |                               |
| Album có ý tưởng âm nhạc           | Gia đình tôi của              | Phương Uyên                   |                               |
| Album có ý tưởng âm nhạc           | Vì sao                        | Kasim Hoàng Vũ                |                               |
| Album có ý tưởng thiết kế          | PAK vol.1                     | Phạm Anh Khoa                 |                               |
| Album có ý tưởng thiết kế          | Lời nói muộn màng             | Mây Trắng                     |                               |
| Phòng thu có nhiều album đoạt giải |                               | Viết Tân Studio               |                               |